# Na'ale
Na'ale (hebrejsky נַעֲלֶה podle biblického citátu z knihy Numeri 13,30 – „Káleb však uklidňoval lid bouřící se proti Mojžíšovi. Říkal: Vzhůru! Pojďme! Obsadíme tu zemi“, v oficiálním přepisu do angličtiny Na'ale) je izraelská osada a vesnice typu společná osada (jišuv kehilati) na Západním břehu Jordánu v distriktu Judea a Samaří a v Oblastní radě Mate Binjamin.

## Geografie
Nachází se na v nadmořské výšce 420 metrů na jihozápadním okraji hornatiny Samařska, cca 8 kilometrů severovýchodně od města Modi'in-Makabim-Re'ut, cca 25 kilometrů severozápadně od historického jádra Jeruzalému a cca 30 kilometrů jihovýchodně od centra Tel Avivu.
Osada je na dopravní síť Západního břehu Jordánu napojena pomocí lokální silnice číslo 463, která nabízí spojení na západ k sousední izraelské osadě Nili a dál k aglomeraci okolo města Modi'in-Makabim-Re'ut a na východ k bloku izraelských osad okolo obce Talmon. Na'ale je izolovanou izraelskou osadou situovanou ve vnitrozemí Západního břehu Jordánu. Nachází se ale jen cca 5 kilometrů za Zelenou linií, která odděluje území Izraele v mezinárodně uznávaných hranicích a cca 3 kilometry od souvislého bloku izraelských osad okolo města Modi'in Illit. Od tohoto bloku je ovšem oddělena na jihu pásem palestinských vesnic Charbata al-Misba a Dejr Kaddis. Na severozápadě pak leží palestinská vesnice Šabtin. V blízkosti Na'ale se nachází ještě další izraelská obec Nili.

## Dějiny
Obec Na'ale vznikla v 80. letech 20. století. Byla založena roku 1988. Už v roce 1982 si skupina zaměstnanců izraelské letecké firmy Israel Aerospace Industries vyhlédla toto místo pro zřízení nové osady. O založení nového sídla mluvila i rezoluce izraelské vlády z 16. května 1982, ve kterém se zamýšlená osada nazývala Nili Bet. Její výhledová kapacita byla uváděna na 1 100 bytových jednotek. Příprava nové obce byla svěřena firmě Israel Aerospace Industries. Šlo o ryze soukromou iniciativu a plánování nové osady se v následujících letech potýkalo s četnými problémy. K faktickému vzniku nové obce došlo až v září 1988, kdy se sem nastěhovali první stálí obyvatelé. Oficiálně pak byla obec Na'ale uznána roku 1989. Budování severní části obce měla ve výlučné kompetenci firma Israel Aerospace Industries.
V obci v současnosti fungují předškolní zařízení, základní školství je zajišťováno v okolí, zejména v Nili a v Modi'in-Makabim-Re'ut. Podle zprávy organizace Peace Now probíhaly v polovině roku 2009 v Na'ale přípravné pozemní práce na výstavbě nové obytné čtvrti (podle plánů z roku 1999) a budování devíti domů již začalo.
Vzhledem k poloze ve vnitrozemí Západního břehu Jordánu nebyla počátkem 21. století osada zahrnuta do Izraelské bezpečnostní bariéry. Bariéra vyrostla dál směrem k jihu a zahrnut do ní byl pouze blok izraelských sídel okolo města Modi'in Illit.

## Demografie
Obyvatelstvo Na'ale je v databázi rady Ješa popisováno jako sekulární. Podle údajů z roku 2014 tvořili naprostou většinu obyvatel Židé (včetně statistické kategorie "ostatní", která zahrnuje nearabské obyvatele židovského původu ale bez formální příslušnosti k židovskému náboženství).
Jde o menší obec vesnického typu s dlouhodobě stagnující populací. Zaznamenává silný růst po roce 2000. K 31. prosinci 2014 zde žilo 1441 lidí. Během roku 2014 registrovaná populace stoupla o 8,8 %.
| Rok            | 1993 | 1994 | 1995 | 1996 | 1997 | 1998 | 1999 | 2000 |
| -------------- | ---- | ---- | ---- | ---- | ---- | ---- | ---- | ---- |
| Počet obyvatel | 139  | 149  | 140  | 127  | 125  | 104  | 105  | 137  |

| Rok            | 2001 | 2002 | 2003 | 2004 | 2005 | 2006 | 2007 | 2008 | 2009 | 2010 | 2011 | 2012 | 2013 | 2014 |
| -------------- | ---- | ---- | ---- | ---- | ---- | ---- | ---- | ---- | ---- | ---- | ---- | ---- | ---- | ---- |
| Počet obyvatel | 334  | 492  | 556  | 600  | 623  | 655  | 710  | 749  | 935  | 1033 | 1096 | 1203 | 1324 | 1441 |